# 拉沙佩勒多南维尔
拉沙佩勒多南维尔（法語：La Chapelle-d'Aunainville，法語發音：[la ʃapɛl donɛ̃vil]）是法国厄尔-卢瓦省的一个市镇，位于该省东部，属于沙特尔区。该市镇总面积7.5平方公里，2009年时的人口为280人。

## 人口
拉沙佩勒多南维尔人口变化图示